# El callejón de las almas perdidas (película de 2021)
El callejón de las almas perdidas (título en inglés: Nightmare Alley) es una película de suspenso psicológico neo-noir de 2021 dirigida por Guillermo del Toro a partir de un guion de Del Toro y Kim Morgan, basada en la novela de 1946 del mismo nombre de William Lindsay Gresham. La película cuenta con un elenco que incluye a Bradley Cooper, Cate Blanchett, Toni Collette, Willem Dafoe, Richard Jenkins, Rooney Mara, Ron Perlman, Mary Steenburgen y David Strathairn. Es la segunda adaptación cinematográfica de la novela de Gresham, después de la versión de 1947. La película se centra en Stan Carlisle (Cooper), un ambicioso feriante que se engancha con la corrupta psiquiatra Dra. Lilith Ritter (Blanchett), que demuestra ser tan peligrosa como él.
Del Toro se desempeña como productor de la película, junto a J. Miles Dale y Cooper. Del Toro anunció por primera vez el desarrollo del proyecto en diciembre de 2017, siendo su primera película desde La forma del agua (2017). El colaborador frecuente Dan Laustsen se desempeña como director de fotografía de la película, mientras que Nathan Johnson reemplaza a Alexandre Desplat como compositor de la película. La fotografía principal comenzó en enero de 2020 en Toronto, Ontario, pero se detuvo en marzo de 2020 debido a la pandemia de COVID-19. La producción se reanudó en septiembre de 2020 y concluyó en diciembre.
La película tuvo su estreno mundial en Alice Tully Hall en la ciudad de Nueva York el 1 de diciembre de 2021 y fue estrenada en cines en los Estados Unidos el 17 de diciembre de 2021 por Searchlight Pictures. Recibió críticas generalmente positivas y los críticos elogiaron la dirección de Del Toro, el estilo visual, la cinematografía, la banda sonora, el diseño de vestuario, el diseño de producción y las actuaciones de Cooper y Blanchett, aunque criticaron la duración de la película y fue vista como inferior a la película de 1947 por algunos. Fue nombrada una de las diez mejores películas de 2021 por el National Board of Review y el American Film Institute. También recibió ocho nominaciones en los Premios de la Crítica Cinematográfica de 2021, incluyendo Mejor Película y Mejor Director por Del Toro, y recibió 4 nominaciones en la 94.ª edición de los Premios Óscar, entre ellas Mejor Película.

## Trama
En 1939, el vagabundo Stan Carlisle consigue un trabajo en una feria ambulante y ve un espectáculo de un «fenómeno de feria», un acto en el que un hombre trastornado se come un pollo vivo. Comienza a trabajar en el acto de clarividencia de «Madame Zeena» y Pete, su esposo alcohólico. Usan lenguaje codificado y trucos de lectura en frío (conjunto de métodos para obtener información sobre una persona sin que esta se dé cuenta), que Pete guarda en un libro secreto. Pete comienza a enseñarle trucos a Stan, advirtiéndole que no los use para pretender hablar con los muertos. Stan también se entera de que el dueño, Clem, busca alcohólicos con pasados problemáticos para que sean sus fenómenos (o monstruos), ofreciéndoles un trabajo temporal mientras les da opio. Stan se siente atraído por su compañera Molly y le pide que se vaya del carnaval con él, pero ella se niega. Una noche Pete le pide alcohol a Stan y luego lo encuentran muerto. Stan salva el carnaval usando sus habilidades de lectura en frío para convencer al alguacil de que no lo cierre. Molly acepta irse del carnaval con Stan a quien Zeena le ha dado el libro de Pete.
Dos años más tarde, Stan se ha reinventado con éxito con un acto psíquico para la élite adinerada de Buffalo, con Molly como su asistente. Durante una actuación su acto es interrumpido por la psicóloga Dra. Lilith Ritter, quien intenta exponer el acto amañado. Stan supera y humilla a Ritter con sus habilidades de lectura en frío. Stan también lee en frío al juez Kimball y él se le acerca para una consulta privada. Ofrece pagarle a Stan para que los ayude a él y a su esposa a comunicarse con su hijo, quien murió en la Primera Guerra Mundial. A pesar de las objeciones de Molly, Stan acepta.
Ritter invita a Stan a su oficina y organiza un intercambio de información: si él le dice la verdad sobre sus antecedentes, ella le dará información sobre Kimball. Durante su sesión se entera de que Stan pudo haber matado a Pete y descubre datos de su infancia, en la que su padre alcohólico lo descuidó. Con la información de Ritter, Stan tiene éxito en su lectura para Kimball. Él se ofrece a dividir las ganancias con Ritter, pero ella se niega y Stan le pide que guarde el dinero para ocultárselo a Molly. Stan le informa a Ritter que Kimball se ha ofrecido a presentarle a Ezra Grindle, un antiguo paciente de Ritter. Stan, ante la negativa de Ritter de darle información sobre el pasado de Grindle, ingresa al estudio y escucha las cintas de las grabaciones de las sesiones y se entera de que obligó a abortar a una joven llamada Dorrie. Stan y Ritter comienzan una relación romántica y él comienza a beber.
Stan continúa teniendo sesiones con Grindle, quien exige que Stan haga que el espíritu de Dorrie se materialice. Stan acepta y planea que Molly se haga pasar por Dorrie desde lejos. Mientras tanto, el juez Kimball y su esposa cometen un asesinato-suicidio para reunirse con su hijo, quien Stan dijo que los estaba esperando. Molly inicialmente se niega, pero cede con la promesa de poder dejar a Stan si coopera. Durante el acto Grindle se da cuenta de que es una estafa; golpea a Molly y amenaza a Stan, quien golpea a Grindle hasta matarlo y atropella al guardaespaldas de Grindle con su auto. Molly, horrorizada, se va.
Stan llega a la oficina de Ritter para obtener su dinero, pero ella lo traiciona y él la ataca. Stan escapa y se convierte en un alcohólico desaliñado. Una analepsis revela que mató a su padre exponiéndolo a hipotermia antes de quemar su casa. Stan encuentra una feria ambulante y le propone su acto mentalista al propietario. Stan es rechazado, en cambio le ofrecen una bebida y un trabajo temporal como «fenómeno de feria». Stan, al darse cuenta de su destino, acepta la oferta riéndose para después entrar en llanto.

## Reparto
- Bradley Cooper como Stanton "Stan" Carlisle.
- Cate Blanchett como Dra. Lilith Ritter.
- Toni Collette como Zeena Krumbein.
- Willem Dafoe como Clem Hoately.
- Richard Jenkins como Ezra Grindle.
- Rooney Mara como Molly Cahill.
- Ron Perlman como Bruno.
- David Strathairn como Pete Krumbein.
- Holt McCallany como Anderson.
- Jim Beaver como Sheriff Jedediah Judd.
- Mark Povinelli como The Major.
- Mary Steenburgen como Sra. Harrington.
- David Hewlett como Dr. Elrood.
- Paul Anderson

## Producción

### Desarrollo
El proyecto se anunció en diciembre de 2017, cuando Guillermo del Toro reveló que escribiría y dirigiría la película.
En abril de 2019, Leonardo DiCaprio inició negociaciones para protagonizar la película. Se esperaba que la filmación se llevara a cabo en otoño de 2019 en Toronto, designando a Dan Laustsen como director de fotografía. En junio, Bradley Cooper inició negociaciones para reemplazar a DiCaprio. En julio de 2019 la producción se retrasó y se postergó a enero de 2020. En agosto de 2019, Cate Blanchett se encontraba realizando negociaciones para unirse al reparto. Al mes siguiente, se confirmó que Cooper y Blanchett protagonizarían la cinta, junto con la incorporación de Rooney Mara. Toni Collette y David Strathairn se unieron al reparto en septiembre, y Strathairn reemplazó a Michael Shannon, quien se retiró debido a «conflictos de programación». Willem Dafoe se íntegro al elenco en octubre, mientras que Holt McCallany lo hizo un mes después. Ron Perlman y Richard Jenkins fueron confirmados como integrantes del reparto principal en enero de 2020. En febrero de 2020, Mary Steenburgen y Romina Power también confirmaron su participación en el film. En marzo de 2020 se confirmó la participación de Paul Anderson.

### Rodaje
La fotografía principal inició el 21 de enero de 2020. El 13 de marzo Disney detuvo la producción de la película debido a la pandemia de COVID-19. Para noviembre de 2020 la filmación ya había terminado y se produjeron nuevas grabaciones. La producción finalizó oficialmente el 12 de diciembre de 2020.

## Estreno
Tuvo su estreno mundial en el Alice Tully Hall en Nueva York el 1 de diciembre de 2021, acompañado de proyecciones simultáneas en el Museo de la Academia de Artes en Los Ángeles y el TIFF Bell Lightbox en Toronto. La película se estrenó en cines el 17 de diciembre de 2021, después de haber sido reprogramada desde su fecha de estreno original del 3 de diciembre de 2021.

## Recepción

### Crítica
Nightmare Alley recibió reseñas generalmente mixtas a positivas de parte de la crítica y de la audiencia. En el sitio web especializado Rotten Tomatoes, la película posee una aprobación de 81%, basada en 349 reseñas, con una calificación de 7.4/10 y con un consenso crítico que dice: "Si bien puede que no golpee tan fuerte como la original, Nightmare Alley de Guillermo del Toro es un thriller noir moderno con un giro agradablemente pulposo." De parte de la audiencia tiene una aprobación de 68%, basada en más de 2500 votos, con una calificación de 3.6/5.
El sitio web Metacritic le dio a la película una puntuación de 70 de 100, basada en 55 reseñas, indicando "reseñas generalmente favorables". Las audiencias encuestadas por CinemaScore le otorgaron a la película una "B" en una escala de A+ a F, mientras que en el sitio IMDb los usuarios le asignaron una calificación de 7.0/10, sobre la base de 142 753 votos. En la página web FilmAffinity la cinta tiene una calificación de 6.4/10, basada en 12 484 votos.

### Premios y nominaciones
| Ceremonia                                                         | Categoría                                                       | Nominados                                                                  | Resultados | Ref.   |
| ----------------------------------------------------------------- | --------------------------------------------------------------- | -------------------------------------------------------------------------- | ---------- | ------ |
| AARP Movies For Grownups Awards                                   | Mejor director                                                  | Guillermo del Toro                                                         | Pendiente  | [ 38 ] |
| AARP Movies For Grownups Awards                                   | Mejor reparto                                                   |                                                                            | Pendiente  | [ 38 ] |
| AARP Movies For Grownups Awards                                   | Mejor guion                                                     | Guillermo del Toro y Kim Morgan                                            | Pendiente  | [ 38 ] |
| AARP Movies For Grownups Awards                                   | Mejor actor de reparto                                          | David Strathairn                                                           | Pendiente  | [ 38 ] |
| AARP Movies For Grownups Awards                                   | Mejor actriz de reparto                                         | Cate Blanchett                                                             | Pendiente  | [ 38 ] |
| Premios Óscar                                                     | Mejor película                                                  | Guillermo del Toro, J. Miles Dale y Bradley Cooper                         | Nominada   | [ 39 ] |
| Premios Óscar                                                     | Mejor fotografía                                                | Dan Laustsen                                                               | Nominado   | [ 39 ] |
| Premios Óscar                                                     | Mejor diseño de vestuario                                       | Luis Sequeira                                                              | Nominado   | [ 39 ] |
| Premios Óscar                                                     | Mejor diseño de producción                                      | Tamara Deverell y Shane Vieau                                              | Nominados  | [ 39 ] |
| Premio American Cinematheque                                      | Diseñador de producción/Decorador de sets                       | Tamara Deverell y Shane Vieau                                              | Ganadores  | [ 40 ] |
| American Society of Cinematographers                              | Mejor película                                                  | Dan Laustsen, ASC, DFF                                                     | Pendiente  | [ 41 ] |
| Art Directors Guild                                               | Mejor película de época                                         | Tamara Deverell                                                            | Pendiente  | [ 42 ] |
| Premios BAFTA                                                     | Mejor fotografía                                                | Dan Laustsen                                                               | Pendiente  | [ 43 ] |
| Premios BAFTA                                                     | Mejor diseño de vestuario                                       | Luis Sequeira                                                              | Pendiente  | [ 43 ] |
| Premios BAFTA                                                     | Mejor diseño de producción                                      | Tamara Deverell y Shane Vieau                                              | Pendiente  | [ 43 ] |
| Premios de la Crítica Cinematográfica                             | Mejor película                                                  | Nightmare Alley                                                            | Pendiente  |        |
| Premios de la Crítica Cinematográfica                             | Mejor director                                                  | Guillermo del Toro                                                         | Pendiente  |        |
| Premios de la Crítica Cinematográfica                             | Mejor fotografía                                                | Dan Laustsen                                                               | Pendiente  |        |
| Premios de la Crítica Cinematográfica                             | Mejor diseño de vestuario                                       | Luis Sequeira                                                              | Pendiente  |        |
| Premios de la Crítica Cinematográfica                             | Mejor diseño de producción                                      | Tamara Deverell y Shane Vieau                                              | Pendiente  |        |
| Premios de la Crítica Cinematográfica                             | Mejor banda sonora                                              | Nathan Johnson                                                             | Pendiente  |        |
| Premios de la Crítica Cinematográfica                             | Mejor maquillaje                                                | Nightmare Alley                                                            | Pendiente  |        |
| Premios de la Crítica Cinematográfica                             | Mejores efectos visuales                                        | Nightmare Alley                                                            | Pendiente  |        |
| Georgia Film Critics Association                                  | Mejor diseño de producción                                      | Tamara Deverell y Shane Vieau                                              | Nominados  | [ 44 ] |
| Asociación de Críticos de Hollywood                               | Mejor director                                                  | Guillermo del Toro                                                         | Pendiente  | [ 45 ] |
| Asociación de Críticos de Hollywood                               | Mejor diseño de producción                                      | Tamara Deverell                                                            | Pendiente  | [ 45 ] |
| Hollywood Music in Media Awards                                   | Mejor banda sonora en una película                              | Nathan Johnson                                                             | Nominado   | [ 46 ] |
| Houston Film Critics Society                                      | Mejor fotografía                                                | Dan Laustsen                                                               | Nominado   | [ 47 ] |
| Houston Film Critics Society                                      | Mejor director                                                  | Guillermo del Toro                                                         | Nominado   | [ 47 ] |
| Houston Film Critics Society                                      | Mejor reparto                                                   | Nightmare Alley                                                            | Nominada   | [ 47 ] |
| Asociación de Críticos de Cine de Dallas-Fort Worth               | Mejor película                                                  | Nightmare Alley                                                            | Nominada   | [ 48 ] |
| Premios de la Asociación de Críticos de Cine de Los Ángeles       | Best Production Design                                          | Tamara Deverell                                                            | Nominada   |        |
| Motion Picture Sound Editors                                      | Mejor edición de sonido - Diálogo / ADR                         | Jill Purdy y Nelson Ferreira                                               | Pendiente  | [ 49 ] |
| Motion Picture Sound Editors                                      | Mejor edición de sonido - Efectos / Foley                       | Nathan Robitaille, Dashen Naidoo, Chelsea Body, Goro Koyama y Andy Malcolm | Pendiente  | [ 49 ] |
| Motion Picture Sound Editors                                      | Mejor edición de sonido - Música                                | Clint Bennett, Kevin Banks y Cecile Tournesac                              | Pendiente  | [ 49 ] |
| National Board of Review                                          | Top 10 Películas                                                | Nightmare Alley                                                            | Ganadora   | [ 50 ] |
| Sociedad de Críticos de Cine en Línea                             | Mejor diseño de producción                                      | Tamara Deverell                                                            | Nominada   | [ 51 ] |
| San Diego Film Critics Society                                    | Mejor director                                                  | Guillermo Del Toro                                                         | Nominado   | [ 52 ] |
| San Diego Film Critics Society                                    | Mejor actriz de reparto                                         | Cate Blanchett                                                             | Nominada   | [ 52 ] |
| San Diego Film Critics Society                                    | Mejor fotografía                                                | Dan Laustsen                                                               | Nominado   | [ 52 ] |
| San Diego Film Critics Society                                    | Mejor diseño de producción                                      | Tamara Deverell                                                            | Ganadora   | [ 52 ] |
| San Diego Film Critics Society                                    | Mejor diseño de sonido                                          | Nathan Robitaille                                                          | Nominado   | [ 52 ] |
| San Diego Film Critics Society                                    | Mejor guion adaptado                                            | Guillermo del Toro y Kim Morgan                                            | Nominados  | [ 52 ] |
| Círculo de Críticos de Cine del Área de la Bahía de San Francisco | Mejor diseño de producción                                      | Tamara Deverell                                                            | Ganadora   | [ 53 ] |
| Círculo de Críticos de Cine del Área de la Bahía de San Francisco | Mejor fotografía                                                | Dan Laustsen                                                               | Nominado   | [ 53 ] |
| Seattle Film Critics Society                                      | Mejor diseño de producción                                      | Tamara Deverell y Shane Vieau                                              | Nominados  | [ 54 ] |
| Premios del Sindicato de Actores                                  | Mejor actriz de reparto                                         | Cate Blanchett                                                             | Pendiente  | [ 55 ] |
| Premios de la Sociedad de Decoradores de Estados Unidos           | Mejor decoración/diseño en una película de época                | Shane Vieau y Tamara Deverell                                              | Pendiente  | [ 56 ] |
| Asociación de Críticos de Cine de San Luis                        | Mejor diseño de producción                                      | Tamara Deverell                                                            | Nominada   | [ 57 ] |
| Visual Effects Society Awards                                     | Mejores efectos visuales de apoyo en una película fotorrealista | Dennis Berardi, Ryan MacDuff, Mark Hammond, David Roby y Geoff Hill        | Pendiente  | [ 58 ] |
| Washington D. C. Area Film Critics Association                    | Mejor diseño de producción                                      | Tamara Deverell y Shane Vieau                                              | Nominados  | [ 59 ] |
| Premios WGA                                                       | Mejor guion adaptado                                            | Guillermo del Toro y Kim Morgan                                            | Pendiente  | [ 60 ] |